# آلپر آکچم
آلپر آکچم (انگلیسی: Alper Akçam؛ زادهٔ ۱ سپتامبر ۱۹۸۷) بازیکن فوتبال اهل ترکیه است.
از باشگاه‌هایی که در آن بازی کرده‌است می‌توان به باشگاه فوتبال کایزرسلاوترن و باشگاه فوتبال غازی عینتاب‌اسپور اشاره کرد.